# Кубок Шотландії з футболу 1919—1920
Кубок Шотландії з футболу 1919–1920 — 42-й розіграш кубкового футбольного турніру у Шотландії. Титул вперше здобув Кілмарнок.

## Третій раунд
| Команда 1                     | Рахунок | Команда 2             |
| ----------------------------- | ------- | --------------------- |
| 21 лютого 1920                |         |                       |
| Абердин (1)                   | 1:0     | Гарт оф Мідлотіан (1) |
| Армадейл (-)                  | 1:1     | Ейр Юнайтед (1)       |
| Селтік (1)                    | 2:0     | Партік Тісл (1)       |
| Кілмарнок (1)                 | 4:1     | Квінз Парк (1)        |
| Лочгеллі Юнайтед (-)          | 0:3     | Терд Ланарк (1)       |
| Рейт Роверз (1)               | 2:2     | Грінок Мортон (1)     |
| Рейнджерс (1)                 | 3:0     | Броксберн Юнайтед (-) |
| Сент-Бернардс (-)             | 1:1     | Альбіон Роверз (1)    |
| 25 лютого 1920 (перегравання) |         |                       |
| Ейр Юнайтед (1)               | 0:1     | Армадейл (-)          |
| Грінок Мортон (1)             | 3:0     | Рейт Роверз (1)       |
| Альбіон Роверз (1)            | 4:1     | Сент-Бернардс (-)     |

## Чвертьфінали
| Команда 1          | Рахунок | Команда 2       |
| ------------------ | ------- | --------------- |
| 6 березня 1920     |         |                 |
| Альбіон Роверз (1) | 2:1     | Абердин (1)     |
| Армадейл (-)       | 1:2     | Кілмарнок (1)   |
| Грінок Мортон (1)  | 3:0     | Терд Ланарк (1) |
| Рейнджерс (1)      | 1:0     | Селтік (1)      |

## Півфінали
| Команда 1                      | Рахунок | Команда 2          |
| ------------------------------ | ------- | ------------------ |
| 27 березня 1920                |         |                    |
| Альбіон Роверз (1)             | 1:1     | Рейнджерс (1)      |
| Кілмарнок (1)                  | 3:2     | Грінок Мортон (1)  |
| 31 березня 1920 (перегравання) |         |                    |
| Рейнджерс (1)                  | 0:0     | Альбіон Роверз (1) |
| 7 квітня 1920 (перегравання)   |         |                    |
| Альбіон Роверз (1)             | 2:0     | Рейнджерс (1)      |

## Фінал
| 17 квітня 1920 15:00 (CET) |

| Кілмарнок (1)  | 3:2 | Альбіон Роверз (1) |
| -------------- | --- | ------------------ |
| Куллі Шот Сміт |     | Вотсон Гіллхаус    |

| Гемпден-Парк, Глазго Глядачів: 95 000 |